# 4 août 1946
Le dimanche 4 août 1946 est le 216e jour de l'année 1946.

## Naissances
- Alastair Biggar (mort le 6 février 2016), joueur de rugby
- Annaig Renault (morte le 8 janvier 2012), femme de lettres française
- Cécilia Mourgue d'Algue, golfeuse franco-suédoise
- Eli Reed, photographe américain
- Faustino Pérez-Manglano (mort le 3 mars 1963), jeune espagnol en processus de béatification
- Jürgen Alberts, scénariste allemand
- Marie-José Sacré, illustratrice belge
- Maureen Cox (morte le 30 décembre 1994), épouse du batteur Ringo Starr
- Pierre-André Taguieff, philosophe et politologue français
- Ramazan Abdoulatipov, personnalité politique russe
- Sergio Marqués (mort le 8 mai 2012), personnalité politique espagnole
- Viorica Dumitru, kayakiste roumaine
- Walter Powers, musicien américain